# Єнс Норсков
Єнс Келет Норсков (дан. Jens Nørskov; нар. 21 вересня 1952, Данія) — професор Віллума Канна Расмуссена Технічного університету Данії. Данський фізик, найбільш відомий своїми роботами з теоретичного опису поверхонь, каталізу, матеріалів, наноструктур і біомолекул.

## Освіта
Норсков здобув ступінь магістра з фізики та хімії в 1976 році та ступінь доктора філософії з теоретичної фізики в 1979 році в Орхуському університеті Данії під керівництвом Б. І. Лундквіста.

## Академічна кар'єра
Норсков відомий своїми теоретичними роботами з опису поверхонь, каталізу, матеріалів, наноструктур і біомолекул. Його робота над комп'ютерним гетерогенним каталізом у кількох випадках призвела до розробки нових ідей для каталізаторів, наприклад, для синтезу аміаку та паливних елементів. Він є почесним докторомТехнологічного університету Ейндховена, Норвезького університету науки та технологій (NTNU) і Мюнхенського технічного університету (TUM). Він є членом Данської королівської академії наук і літератури, Данської інженерної академії, Academia Europaea та іноземним членом Національної інженерної академії США.
Після захисту докторської дисертації він працював науковим співробітником, докторантом і штатним науковцем у різних установах, в тому числі в Дослідницькому центрі IBM TJ Watson і Haldor Topsoe. У 1987 році Норсков почав працювати професором-дослідником у Технічному університеті Данії, а в 1992 році був призначений професором теоретичної фізики. У червні 2010 року він переїхав до Стенфордського університету, де став професором хімічної інженерії імені Ліланда Т. Едвардса та директором-засновником Центру науки про інтерфейси та каталіз SUNCAT. У липні 2018 року він повернувся до Технічного університету Данії, де очолив кафедру Віллума Канна Расмуссена. Наразі Ньорсков є головою Данського національного дослідницького фонду.

## Особисте життя
Єнс Норсков одружений на Боділі.

## Книги
- Fundamental Concepts in Heterogeneous Catalysis, Jens Nørskov, Felix Studt, Frank Abild-Pedersen, Thomas Bligaard.[14]
- Chemical Bonding at Surfaces and Interfaces, redigeret af Anders Nilsson, Lars G.M. Pettersson, Jens Nørskov.[15]
- Fuel Cell Science: Theory, Fundamentals, and Biocatalysis, redigeret af Andrzej Wieckowski, Jens Nørskov.[16]

## Відзнаки та нагороди
- 2018: Міжнародна золота медаль Нільса Бора[17]
- 2018: Медаль ETH Zurich Chemical Engineering[18]
- 2016: European Inventor Award[19]
- 2016: Премія Мюррея Ремсі[20]
- 2015: Наукова премія Фонду Carlsberg[21]
- 2015: наукова премія Рігмора та Карла Холста-Кнудсена[22]
- 2015: Премія Ірвінга Ленгмюра з хімічної фізики[23]
- 2014: Премія Мішеля Бударта за розвиток каталізу[24]
- 2013: Медаль Хагемана
- 2011: Меморіальна нагорода Джузеппе Парравано за відмінні досягнення в дослідженні каталізу[25]
- 2009: Премія Алвіна Мітташа (спільно)[26]
- 2009: Лекційна премія Герхарда Ертля[27]
- 2009: Премія Габора А. Соморжая за творчі дослідження в галузі каталізу
- 2009: Наука про водень та енергетику
- 2007: Премія Grundfos
- 2007: Медаль Маллікена
- 2007: Премія за інновації
- 2003: обраний членом Американського фізичного товариства[28]
- 2003: Премія Річарда А. Гленна
- 1991: Премія Віллума Канна Расмуссена
- 1990: Премія Данського фізичного товариства
- 1989: Премія Семюеля Фрідмана («Порятунок»)
- 1987: Премія Рейнгольдта В. Йорха
- 1979: премія ECOSS